# Aero A-35
De Aero A-35 (ook wel bekend als A.35) is een Tsjecho-Slowaaks hoogdekker-passagiersvliegtuig gebouwd door Aero. De A-35 werd in 1928 ontworpen voor lange vluchten, met de gedachte van een trans-Atlantische vlucht in het achterhoofd. Maar een poging tot dergelijke oversteek is nooit gebeurd. Het toestel was voor zijn tijd erg modern, het had een stalen constructie die met doek was overspannen voor de romp en staart. Een minpunt was de piloot nog steeds in een gedeeltelijk open cockpit zat. Het toestel kon 4 passagiers meenemen in de passagierscabine en nog een naast de piloot in de cockpit. Het prototype was voorzien van een Wright J-5 stermotor.
In totaal zijn er acht A-35’s geproduceerd. Zes van deze toestellen hebben dienstgedaan bij de ČSA. Twee stuks vlogen voor een industrieonderneming en behoorden daarmee tot de eerste privévliegtuigen.

## Specificaties
- Bemanning: 1, de piloot
- Capaciteit: 4, als nodig; 5
- Lengte: 9,7 m
- Spanwijdte: 14,5 m
- Hoogte: 2,6 m
- Vleugeloppervlak: 28,7 m2
- Leeggewicht: 1 120 kg
- Volgewicht: 1 900 kg
- Motor: 1× Walter Castor, 179 kW (240 pk)
- Maximumsnelheid: 197 km/h
- Plafond: 4 800 m
- Vliegbereik: 600 km
- Klimsnelheid: 141 m/min

## Gebruikers
- ČSA

### Voorgangers
- Aero A-10
- Aero A-23

### Opvolger
- Aero A-38